# Refrigerant de reflux intern

1. Entrada d'aigua de refrigeració; 2. Sortida d'aigua de refrigeració; 3. Sortida per a fer el buit; 4. Tub de sublimació; 5. Substància sublimada; 6. Substància sòlida; 7. Calefacció.

Un refrigerant de reflux intern, comunament anomenat dit fred per la seva forma, és un refrigerant de laboratori que s'utilitza per generar una superfície freda localitzada. Normalment, és emprat per a realitzar sublimacions, si bé pot emprar-se per a realitzar altres operacions de laboratori com ara reaccions químiques o petites destil·lacions. Està fabricat en vidre i consta de dos tubs un dins l'altre. El tub exterior, de sublimació, conté la substància sòlida que s'ha de sublimar i dins el tub interior hi circula un corrent d'aigua que refreda la zona.